# Franciszek Saskowski
Franciszek Saskowski (ur. 25 października 1890 w Turzy, zm. 22 lipca 1940 w Popowie Ignacewie) – polski ziemianin, działacz społeczny, fundator kościoła w Popowie Igancewie, powstaniec wielkopolski. 

## Rodzina
Był synem Jana Saskowskiego i Anny z d. Pietras, miał brata Antoniego. W 1913 roku Jan Saskowski zakupił majątek Popowo Ignacewo w Wielkopolsce, dokąd rodzina się przeniosła. W 1922 urodziła się jego nieślubna córka Halina Maria Saskowska, która żyła 9 dni. Matka dziewczynki pozostaje nieznana. Nigdy się nie ożenił. Jego narzeczoną była Janina Kaczmarek, ze względu na wybuch II wojny światowej do ślubu nie doszło.  

## Działalność społeczna
Był powstańcem wielkopolskim. Przekazywał fundusze na rzecz Komitetu Budowy Pomnika Poległych Powstańców 1918/1919, czyli Akropolu Naszych Bohaterów w Gnieźnie. Zaangażowany w działalność Towarzystwa Powstańców i Wojaków w Mieleszynie, którego od 1925 był komendantem.  W 1919 r. został szefem kompanii (największej liczebnie) IV Batalionu Straży Ludowej z siedzibą w Kłecku. Był fundatorem sztandaru Towarzystwa, który do dzisiaj znajduje się w Urzędzie Gminy w Mieleszynie. W 1927 roku wspierał finansowo ofiary powodzi w Małopolsce. W 1935 wstąpił do Powiatowego Oddziału Wielkopolskiego Towarzystwa Kółek Rolniczych i założył Kółko Rolnicze w Popowie Ignacewie, którego został prezesem. W latach 1933–1939 był wójtem gminy Mieleszyn. Wzniósł kapliczkę św. Antoniego w Popowie Ignacewie. Fundator kościoła pw. Najświętszego Serca Pana Jezusa w Popowie Ignacewie (1933–1936). W latach 1936–1937 przebudował i rozbudował pałac w Popowie Ignacewie. W 1935 roku został również wybrany do Rady Powiatu w Gnieźnie oraz był delegatem do Zgromadzenia Okręgowego, obejmującego powiaty: gnieźnieński, średzki, wrzesiński i wągrowiecki, które ustalało listę kandydatów do Sejmu. 

## Działalność zawodowa i gospodarcza
W czasie I wojny światowej wcielony do armii pruskiej. Pracował początkowo jako pomocnik kierownika restauracji w Gnieźnie. W 1926 roku po śmierci ojca objął po nim majątek Popowo Ignacewo, który powiększył i doprowadził do rozkwitu. Był współwłaścicielem Wytwórni Serów w Środzie Wielkopolskiej. 

## Odznaczenia
- Krzyż Kawalerski Orderu św. Sylwestra – przyznany przez Piusa XI

## Śmierć i grób
W 1940 roku zmuszony przez Niemców do opuszczenia pałacu, zamieszkał z matką na plebanii. Zmarł 22 lipca 1940 w Popowie Ignacewie na zawał serca. Pochowany wówczas w grobowcu rodziny Paruszewskich. Tam też w 1946 roku została pochowana jego matka Anna.  W 1972 roku ekshumowani i pochowani w Popowie Ignacewie w osobnym grobowcu (grobowiec Saskowskich nie został ukończony w 1939 roku).

## Upamiętnienie
W 1975 roku jeden z dzwonów kościelnych otrzymał na jego cześć imię Franciszek. W 2016 roku ukazała się książka Karola Soberskiego Skarb Dziedzica będąca biografią Franciszka Saskowskiego. W 2023 roku powstał Instytut Historii Ziemiaństwa im. Braci Franciszka i Antoniego Saskowskich. 